# Dalida mon Amour
Dalida mon Amour è una raccolta postuma della cantante italo-francese Dalida, pubblicata il 22 maggio 1989 da Carrere.
L'album venne commercializzato nei formati doppio LP, CD singolo, doppio CD e musicassetta.
Il primo disco del doppio vinile e del doppio CD contiene alcuni grandi successi della cantante (come Mourir sur scène, Il pleut sur Bruxelles, Laissez-moi danser…). Il secondo, invece, presenta sei nuove canzoni inedite e sei canzoni dal vivo (anch’esse rimaste, prima d’ora, inedite) registrate il 18 aprile 1957 durante un concerto di Dalida all'Alcazar di Marsiglia. Inoltre vi è anche un brano in tributo alla cantante, da cui prende il nome l'album: Dalida mon amour, registrato sulle note di una canzone già da lei interpretata nel 1978, intitolata Voilà pourquoi je chante.
Ulteriore peculiarità di questa raccolta è quella di proporre una versione ridotta del medley Génération 78, mai uscita prima d'ora (sono stati omessi gli estratti di Gigi l'amoroso, Il venait d'avoir 18 ans, Bambino e Salma ya salama).
Questo album ebbe un buon successo commerciale in Francia, vendendo più di 100.000 copie e ottenendo anche un disco d'oro.

## Gli inediti
In questo album compaiono sei nuovi brani inediti:
- Rendez-vous chaque soir

Versione in francese della celebre Pensiamoci ogni sera, pubblicata da Dalida nel 1966 nell’omonimo album in studio. Di questo brano inedito esistono due versioni: un'edizione "integrale" che dura 4'46'' (quella proposta qui nell'album e che verrà reinserita in tutte le successive pubblicazioni postume che la riguarderanno) e una versione "singolo" della durata di 3'32'' (uscita esclusivamente nel 45 giri "Rendez-vous chaque soir/Dalida mon amour", estratto dall'album, e mai più ripubblicata).
- Lebnane

Il brano venne registrato da Dalida nel 1986 durante la pausa della guerra in Libano, sperando di portare pace e riconciliazione. La guerra però riprese; per questo motivo Dalida e Orlando (suo fratello minore e manager artistico) decisero di non farlo uscire. Venne quindi pubblicato, a distanza di due anni, in questa raccolta.
- Aveva un cuore grande come te

Una canzone in lingua italiana originariamente composta da Sergio Bardotti e Franco Bracardi, registrata da Dalida nel 1970. In Italia questo pezzo venne interpretato, a partire dal 1969, dalla cantante ed attrice Milva (con il titolo Aveva un cuore grande).
- Je t'aime ça veut dire aime-moi

Brano registrato durante una sessione lavorativa in studio del 1976 da un'idea di Dalida. Il testo del brano è del paroliere francese Pierre Delanoë che, negli anni, scriverà parecchi testi per la cantante.
- Un soir qu'on n'oublie pas

Pezzo inciso da Dalida nel 1979, in un'unica registrazione, al suo ritorno dalla tournée al Carnegie Hall di New York avvenuta nel novembre del 1978. Nelle strofe di questa canzone Dalida rivive il suo sogno di bambina di diventare una star, fino al momento dell’arrivo a New York per lo spettacolo al Carnegie Hall, dove la travolge una profonda emozione vedendo affissa, sulla facciata del teatro, una grande insegna con le lettere del nome "DALIDA" illuminate. Al termine del brano afferma anche che, da più di vent'anni, ogni volta che sale su di un palcoscenico le sembra che sia la sua prima volta, con il suo pubblico pronto ad attenderla ancora.
- Chansons Inachevées

Si tratta di un brano che lega insieme tre titoli incisi negli anni settanta e rimasti incompiuti al momento della scomparsa di Dalida: Mesdames, messieurs... (registrato nel 1974), Ma vie en 45 tours (anch’essa del 1974) e Solitude (registrata nel 1971; è la versione in lingua francese del brano La colpa è tua, scritto dall'italiano Piero Ciampi).

## Tracce (doppio LP)

### Disco 1

#### Lato A - Les plus grands succès
1. Comme disait Mistinguett
2. Il venait d'avoir 18 ans
3. J'attendrai
4. Parle plus bas
5. Monday Tuesday... Laissez-moi danser
6. Gigi l'amoroso

#### Lato B
1. Paroles, paroles (in duo con Alain Delon)
2. Pour te dire je t'aime
3. Le Lambeth Walk
4. Il pleut sur Bruxelles
5. Génération 78 (medley - versione ridotta)
6. Mourir sur scène

### Disco 2

#### Lato C - Chansons inédites
1. Rendez-vous chaque soir (INEDITO)
2. Un soir qu'on n'oublie pas (INEDITO)
3. Lebnane (INEDITO - in libanese)
4. Je t'aime ça veut dire aime-moi (INEDITO)
5. Aveva un cuore grande come te (INEDITO)
6. Chansons inachevées (INEDITO - collage di tre brani incompiuti: Mesdames, messieurs..., Ma vie en 45 tours e Solitude)

#### Lato D - Documents exceptionnels
1. Dalida mon Amour (tributo a Dalida)
2. Tu n'as pas très bon caractère (live 18 aprile 1957)
3. Madona (live 18 aprile 1957)
4. Le ranch de Maria (live 18 aprile 1957)
5. Aime-moi (live 18 aprile 1957)
6. Le torrent (live 18 aprile 1957)
7. Bambino (live 18 aprile 1957)

## Tracce (CD)
1. Rendez-vous chaque soir (INEDITO)
2. Il venait d'avoir 18 ans
3. Paroles, paroles (in duo con Alain Delon)
4. Un soir qu'on n'oublie pas (INEDITO)
5. J'attendrai
6. Parle plus bas
7. Lebnane (INEDITO)
8. Le Lambeth Walk
9. Fini, la comédie
10. Monday Tuesday... Laissez-moi danser
11. La pensione bianca
12. Soleil
13. Les hommes de ma vie
14. Il faut danser reggae
15. Gigi l'amoroso

## Tracce (doppio CD)

### Disco 1
1. Comme disait Mistinguett
2. Il venait d'avoir 18 ans
3. J'attendrai
4. Parle plus bas
5. Monday Tuesday... Laissez-moi danser
6. Gigi l'amoroso
7. Paroles, paroles (in duo con Alain Delon)
8. Pour te dire je t'aime
9. Le Lambeth Walk
10. Il pleut sur Bruxelles
11. Génération 78 (medley - versione ridotta)
12. Mourir sur scène
13. Rio do Brazil
14. Pour en arriver là

### Disco 2
1. Rendez-vous chaque soir (INEDITO)
2. Un soir qu'on n'oublie pas (INEDITO)
3. Lebnane (INEDITO - in libanese)
4. Je t'aime ça veut dire aime-moi (INEDITO)
5. Aveva un cuore grande come te (INEDITO)
6. Chansons inachevées (INEDITO - collage di tre brani incompiuti: Mesdames, messieurs..., Ma vie en 45 tours e Solitude)
7. Dalida mon Amour (tributo a Dalida)

#### Enregistrement public à l'Alcazar de Marseille le 18 Avril 1957
1. Tu n'as pas très bon caractère
2. Madona
3. Le ranch de Maria
4. Aime-moi
5. Le torrent
6. Bambino